# Alexander Tollmann
Alexander Tollmann (* 27. Juni 1928 in Wien; † 8. August 2007 ebenda) war ein österreichischer Geologe und Politiker (Vereinte Grüne Österreichs).

## Leben
Tollmann konnte im Jahre 1946, trotz der Kriegsjahre, die Matura planmäßig abschließen. Darauf folgte ein Lehramtsstudium für Naturgeschichte und Geographie, welches er im Jahre 1951 abschloss, um unmittelbar darauf sein Doktoratsstudium für Geologie und Paläontologie anzuschließen. Im Rahmen dieses Studiums verfasste er die Dissertation Das Neogen am Südwestrand des Leithagebirges zwischen Eisenstadt und Hornstein. Am 15. Jänner 1955 beendete er das Studium an der Universität Wien sub auspiciis praesidentis und war danach Assistent an der Universität Wien. Mitte der 1950er Jahre kartierte er in den Radstädter Tauern und klärte deren komplizierten Deckenbau, in Fortsetzung der Arbeit seines Lehrers Eberhard Clar. 1962 habilitierte er sich.
Tollmann war ab 1969 außerordentlicher Universitätsprofessor an der Universität Wien und ab 1972 ordentlicher Professor (als Nachfolger von Eberhard Clar) und 1972 bis 1984 Vorstand des Instituts für Geologie. 1996 emeritierte er. Seit 1987 war er korrespondierendes Mitglied der Bayerischen und seit 1992 der Österreichischen Akademie der Wissenschaften.
Er beschäftigte sich vor allem mit der Geologie und Tektonik der Ostalpen und veröffentlichte ein mehrbändiges Werk über die Geologie von Österreich. Schon mit seinem Buch Ostalpensynthese von 1963 löste er heftige Kontroversen aus, die damals in Zusammenhang des Streits neo-autochthonistischer und nappistischer Geologenschulen standen (zu letzterem gehörte auch sein Lehrer Leopold Kober und er selbst). Seine Geologie Österreichs war zu einem großen Teil eine Ausarbeitung dieses ersten Entwurfs. Er plante auch eine kürzere Fassung für breitere Leserkreise, was aber an verlagstechnischen Gründen scheiterte. Ein weiterer Schwerpunkt war die Geologie der nördlichen Kalkalpen, worüber er drei große Monographien verfasste.
Er engagierte sich für den Umweltschutz und gegen die Kernenergie, vor allem gegen die Errichtung des umstrittenen und nie in Betrieb gegangenen österreichischen Kernkraftwerks Zwentendorf, und war in der Folge 1982 bis 1983 Vorsitzender der Vereinten Grünen Österreichs (VGÖ). Die VGÖ erreichten aber bei den österreichischen Nationalratswahlen am 24. April 1983 als Liste Tollmann nur 1,93 % der Stimmen und verfehlten damit die Hürde für den Einzug ins Parlament. Tollmann trat daraufhin als Vorsitzender zurück (vgl. Geschichte der Grünen – Die Grüne Alternative).
1990 erwarben Tollmann und seine Frau die Burg Albrechtsberg an der Großen Krems im Waldviertel in Niederösterreich und wohnten dort. Von 2007 bis 2021 war deren Sohn Raoul Tollmann Eigentümer. 2022 wurde die Burg an Erich Erber verkauft.
In seinem 1993 erschienenen, gemeinsam mit seiner Frau, der Geologin und Paläontologin Edith Kristan-Tollmann, verfassten Buch Und die Sintflut gab es doch vertrat er die These, dass die Genesis (Sintflut) und die Johannes-Apokalypse den Streu-Impakt von sieben Fragmenten eines Kometen vor etwa zehntausend Jahren sowie den Zustand danach beschreiben. Dieser Einschlag zerstörte nach den Tollmanns eine hypothetische Atlantis-Hochkultur, die aber in der Überlieferung anderer Hochkulturen erhalten blieb. Unter anderem sahen sie ein Motiv für den Bau der Cheops-Pyramide darin, dass sie der nächsten Impakt-Katastrophe, die statistisch in Abständen von etwa 10.000 Jahren stattfinden sollten, standhalten sollte.
In späteren Jahren – nach dem Tod seiner Ehefrau und Forschungspartnerin im Jahr 1995 – wandte er sich immer mehr esoterischen Themen zu, weshalb er in wissenschaftlichen Kreisen scharf kritisiert wurde. Aufgrund der Prophezeiungen des Nostradamus, der Sonnenfinsternis vom 11. August 1999 und anderer Vorzeichen sagte er für August 1999 eine weltweite Katastrophe vorher, die er in einem Bunker in Albrechtsberg an der Großen Krems erwartete. Sein diesbezügliches Buch Das Weltenjahr geht zur Neige, das in Österreich ein Bestseller war, erarbeitete er noch mit seiner vor Veröffentlichung verstorbenen Frau Edith Kristan-Tollmann.

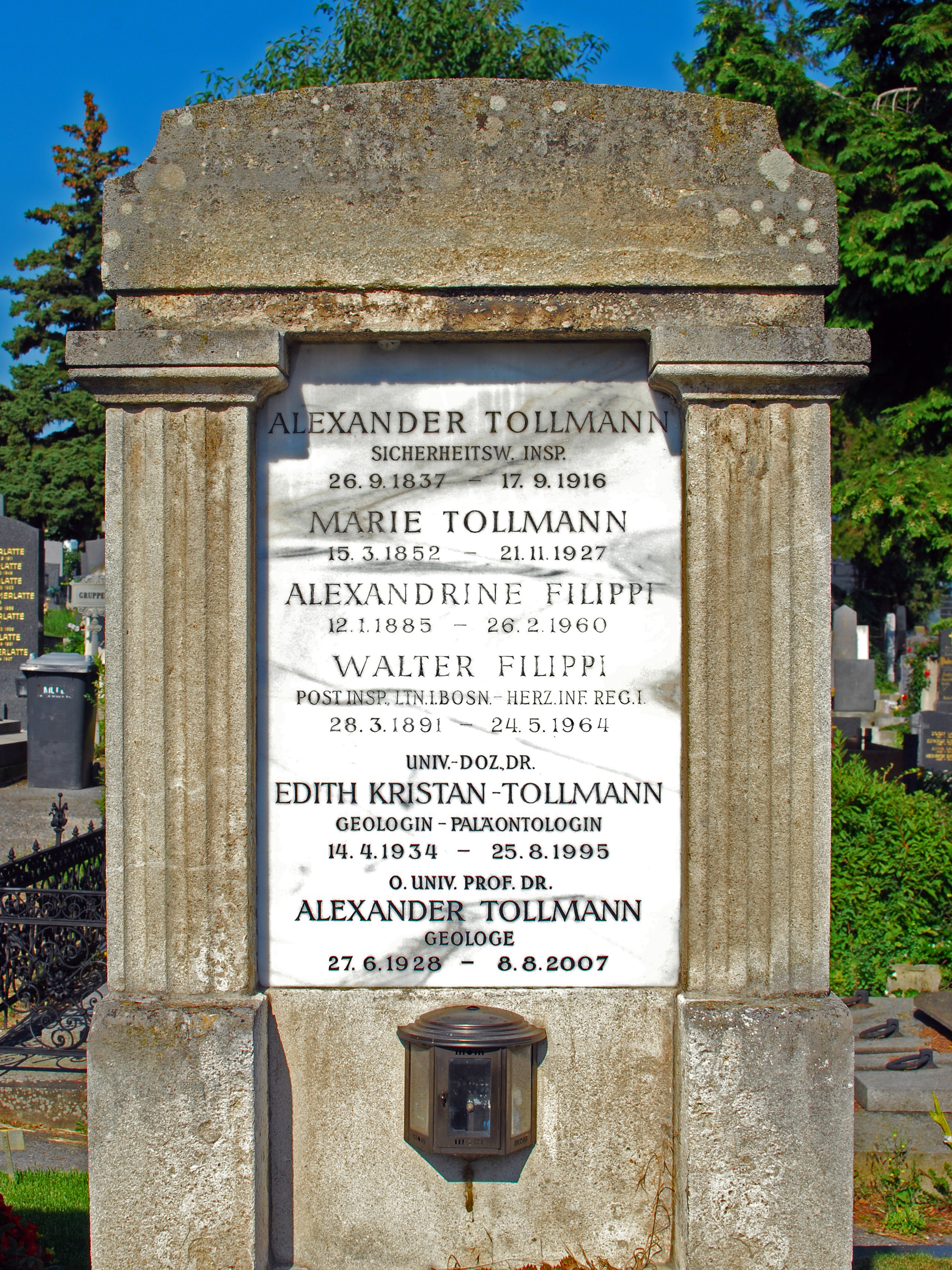
Grab am Gersthofer Friedhof

Alexander Tollmann verstarb am 8. August 2007. Sein Begräbnis fand am 24. August 2007 auf dem Gersthofer Friedhof in Wien statt.
Er war Ehrenmitglied der Österreichischen Geologischen Gesellschaft und erhielt 1989 deren Eduard-Sueß-Gedenkmünze. 1978 bis 1991 war er mit seiner Frau Schriftleiter der Mitteilungen der Österreichischen Geologischen Gesellschaft.
Er veröffentlichte mit seiner Frau Edith Kristan-Tollmann (1934–1995), einer Geologin und Mikropaläontologin, mit der er seit 1959 verheiratet war.

## Veröffentlichungen (Auswahl)
- Geologie von Österreich. 3 Bände. Deuticke, Wien (1977–1986).
- Grundprinzipien der alpinen Deckentektonik. Eine Systemanalyse am Beispiel der Nördlichen Kalkalpen. Deuticke, Wien 1973.
- Monographie der Nördlichen Kalkalpen. Deuticke, Wien 1976.
  - Band 1: Der Bau der Nördlichen Kalkalpen
  - Band 2: Analyse des klassischen nordalpinen Mesozoikums. Stratigraphie, Fauna und Fazies der Nördlichen Kalkalpen
- Ostalpensynthese. Deuticke, Wien 1963
- mit Edith Tollmann: Und die Sintflut gab es doch. Vom Mythos zur historischen Wahrheit. Droemer Knaur, München 1993, ISBN 3-426-26660-1.
- mit Edith Tollmann: Das Weltenjahr geht zur Neige. Böhlau, Wien 1998, ISBN 3-205-98898-1.
- Und die Wahrheit siegt schließlich doch! Alexander Tollmanns Bekenntnisbuch mit Alexander und Edith Tollmanns Lebensbericht und Alexander Tollmanns beschwörendem Vermächtnis an die Menschheit. Verlag Kritische Wissenschaft, Windeck 2003, ISBN 3-925914-99-4.